# 奥尔梅
奥尔梅（法語：Olmet，法語發音：[ɔlmɛ]）是法国多姆山省的一个市镇，属于蒂耶尔区。

## 地理
奥尔梅（45°42'36"N, 3°39'41"E）面积15.54 平方千米，位于法国奥弗涅-罗讷-阿尔卑斯大区多姆山省，该省份为法国中南部省份，北起阿列省接壤，东临卢瓦尔省，南至上盧瓦爾省和康塔爾省，西接科雷兹省和克勒兹省。
与奥尔梅接壤的市镇（或旧市镇、城区）包括：欧日罗勒、勒布吕日龙、马拉、奥列格、拉勒诺迪。

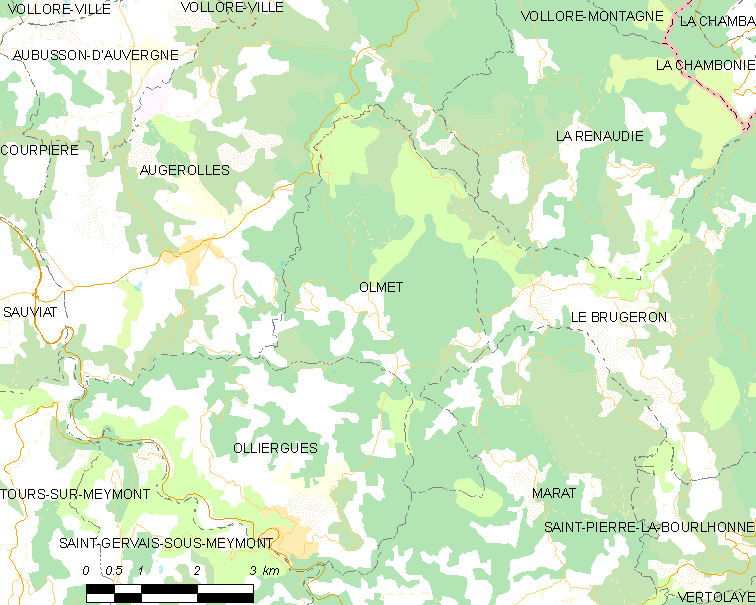
奥尔梅的OSM定位图

奥尔梅的时区为UTC+01:00、UTC+02:00（夏令时）。

## 行政
奥尔梅的邮政编码为63880，INSEE市镇编码为63260。

## 政治
奥尔梅所属的省级选区为利夫拉杜瓦山县。

## 人口

1962-2008年间奥尔梅人口变化图示

奥尔梅于2022年1月1日时的人口数量为180人。